# Dokk1
Dokk1 (valgfrit om man vil kalde det Dokken eller Dokk-et) er navnet på det kulturhus, der blandt andet indeholder Aarhus Hovedbibliotek, Aarhus Stadsarkiv (fra 2016), Borgerservice samt andre kulturelle arbejdspladser, ved Hack Kampmanns Plads på havnen i Aarhus. Komplekset blev indviet 20. juni 2015 og er det centrale byggeri i projektet Urban Mediaspace, der omdanner Aarhus inderhavn fra industrihavn til byrum og er opført i et samarbejde mellem Aarhus Kommune og Realdania. Det er projekteret af Schmidt Hammer Lassen og ALECTIA.
Dokk1 har et samlet areal på omkring 60.000 m², hvoraf bibliotek og borgerservice omfatter ca. 17.500 m², mens 10.500 m² er til udlejning og cirka 30,000 m² er parkeringskælder. Bygningen huser blandt andet en multisal med 300 siddepladser til teater, filmfremvisning, koncerter, samt en børneteatersal med 70 siddepladser.
Huset omfatter Europas største automatiske p-anlæg med 1000 underjordiske parkeringspladser. Dokk1 Station er en letbanestation som ligger delvis under Dokk1 og blev taget i brug i december 2017.
Dokk1 er det største offentlige bibliotek i Skandinavien og samtidig det største kulturbyggeri i Danmark siden Operaen i København.

## Om navnet
Navnet Dokk1 blev udvalgt som vinder i en åben navnekonkurrence i 2012, med en række faste kriterier. Navnet har flere betydninger og kan udtales på flere måder. Én af udtalemåderne er Dokken, med en klar reference til placeringen ved havnemolen. Et-tallet er bl.a. valgt for at gøre navnet unikt og synligt, også i en international sammenhæng. Samtidigt refererer det til det nyopførte aktivitets- og idrætshus Globus1 i Gellerup og trækker derved en abstrakt tråd med internationalt udsyn på tværs af Aarhus konkrete geografi, kvarterer, forskellige kendetegn og befolkningsgrupper. Det understreger bl.a. at kultur-, medie- og bibliotekshuset er for alle og rækker ud i verden på tværs af grænser. De samme værdier går igen i navnet på legepladsen Kloden, der er opført på betondækket rundt om huset.

## Urban Mediaspace
Urban Mediaspace omfatter ud over Dokk1 også frilægning af den sidste del af Aarhus Å, en omlægning af trafikken omkring havnen, klimasikring af midtbyen og forberedelser for letbanen. Som del af projektet bliver endvidere anlagt to nye pladser til offentlig brug: Hack Kampmanns Plads ved Hack Kampmanns berømte toldbodbygning samt Havnepladsen, der er en af Aarhus' største pladser.
Det samlede byggebudget for Urban Mediaspace er på kr 2,1 milliarder, herunder kr 500 millioner for det automatiserede p-anlæg ved Dokk1 alene.

## Pris og hæder
Dokk1 er kåret som verdens bedste nye folkebibliotek, der åbnet mellem januar 2014 og juni 2016, på den internationale bibliotekskonference Ifla i Ohio, USA. Prisuddelingen har dog medført kontrovers, da prisen ifølge kritikere er indstiftet af virksomheder og institutioner, der er knyttet til Dokk1, og idet seks af de otte medlemmer af juryen var danskere.

## Fugtsugende vindspærreplader
I juni 2016 viste en undersøgelse af vindspærrepladerne på Dokk1, foretaget af Teknologisk Institut for Aarhus Kommune, at 6.400 kvm udvendige MgO-plader havde suget fugt, med rust og råd til følge. Det blev vurderet nødvendigt at udskifte pladerne omgående for at undgå større permanente bygningsskader.
Efter at have gennemgået rapporten fra Teknologisk Institut vurderede en af landets førende eksperter på området, Tommy Bunch-Nielsen, direktør i Bunch Bygningsfysik A/S, at omkostningerne til udskiftning af MgO-pladerne på Dokk1 og udbedring af følgeskaderne ville løbe op i ca. 3.000-4.000 kr. pr. kvm, hvilket ville give en samlet udgift på 19-26 mio. kr. Pladerne blev udskiftet i sidste kvartal af 2016 og første kvartal af 2017. Aarhus Kommune finansierede renoveringen, men det er endnu ikke afgjort hvem der endeligt skal betale.

## Galleri
- DOKK1 i Urban Mediaspace på Aarhus Havn
- Dokk1 set fra Europapladsen